# Orivesi
Orivesi er en bykommune i landskabet Birkaland i det vestlige Finland. Kommunen og landskabet hører under Vest og Indre Finlands regionsforvaltning.
Byen blev købstad i 1986, og byen blev lagt sammen med to nabokommuner i 2007.
- Wikimedia Commons har flere filer relateret til Orivesi

61°40′40″N 24°21′25″Ø / 61.6778°N 24.3569°Ø